# Campbelltown (Pennsilvània)
Campbelltown és una concentració de població designada pel cens dels Estats Units a l'estat de Pennsilvània. Segons el cens del 2000 tenia 2.415 habitants.

## Demografia
Segons el cens del 2000, Campbelltown tenia 2.415 habitants, 900 habitatges, i 682 famílies. La densitat de població era de 322,6 habitants per quilòmetre quadrat.
Dels 900 habitatges en un 38,3% hi vivien nens de menys de 18 anys, en un 64,4% hi vivien parelles casades, en un 8,6% dones solteres, i en un 24,2% no eren unitats familiars. En el 21,2% dels habitatges hi vivien persones soles el 7,7% de les quals corresponia a persones de 65 anys o més que vivien soles. El nombre mitjà de persones vivint en cada habitatge era de 2,61 i el nombre mitjà de persones que vivien en cada família era de 3,05.
Per edats la població es repartia de la següent manera: un 27% tenia menys de 18 anys, un 5,1% entre 18 i 24, un 33% entre 25 i 44, un 22,3% de 45 a 60 i un 12,6% 65 anys o més.
L'edat mediana era de 37 anys. Per cada 100 dones de 18 o més anys hi havia 86,3 homes.
La renda mediana per habitatge era de 55.625 $ i la renda mediana per família de 66.452 $. Els homes tenien una renda mediana de 45.306 $ mentre que les dones 29.659 $. La renda per capita de la població era de 22.827 $. Cap de les famílies i el 0,9% de la població estaven per davall del llindar de pobresa.

## Poblacions més properes
El següent diagrama mostra les poblacions més properes.